# Jubus
Jubus (лат.) — род мелких мирмекофильных жуков-ощупников из подсемейства Pselaphinae (Staphylinidae).

## Распространение
Неотропика.

## Описание
Мелкие коротконадкрылые жуки—ощупники, длина тела менее 5 мм. Основная окраска желтовато- или красновато-коричневая. Пронотум с суббазальной поперечной бороздкой. Голова снизу с двумя килями. Усики 11-члениковые. Лапки с двумя коготками. Род был впервые выделен в 1872 году; включён в состав трибы Jubini из надтрибы Euplectitae (Faronitae). Около 50 видов.
- Jubus boneti Park, 1952
- Jubus caviventris Raffray, 1891
- Jubus chickeringi
- Jubus goodnighti Park, 1952
- Jubus gracilicornis Rafray, 1904
- Jubus tarranus
- Jubus turneri
- другие виды